# Gemuendina
Gemuendina stuertzi
Genre
Synonymes
- Broiliina[1]

Espèce
Gemuendina est un  genre fossile de Placodermes de l'ordre également fossile des Rhenanida et de la famille des Asterosteidae. 
Une seule espèce est connue, Gemuendina stuertzi, qui a vécu au début du Dévonien il y a entre 409,1 et 402,5 millions d'années.